# ديبورا تشيس هوبكينز
ديبورا تشيس هوبكينز (بالإنجليزية: Deborah Chase Hopkins)‏ هي مسيرة أعمال أمريكية، ولدت في 12 نوفمبر 1954 في ميلواكي في الولايات المتحدة.